# Juego de cartas coleccionables

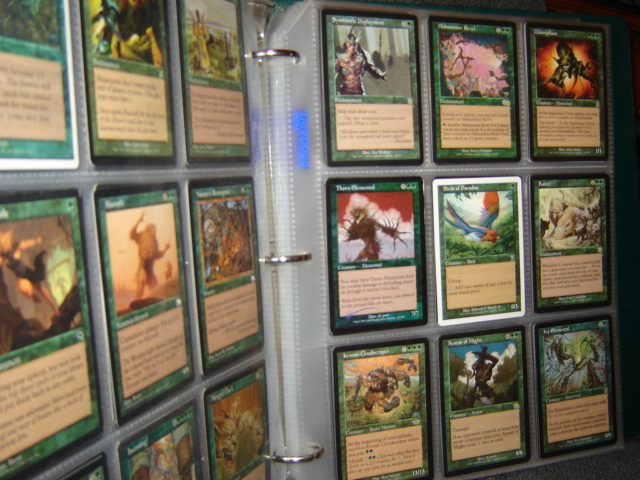
Archivador con cartas del juego Magic: The Gathering

Los juegos de cartas coleccionables (Trading Card Game, también abreviado TCG en inglés) son un tipo de juego de cartas no predefinidas y existentes en gran cantidad y de variados tipos y características, que otorgan individualidad a cada carta, y con las cuales puede construirse una baraja (o mazo) dependiendo de las reglas del juego en cuestión. Entre las franquicias de este tipo más conocidas están Magic: The Gathering, Pokémon TCG y Yu-Gi-Oh!.

## Historia

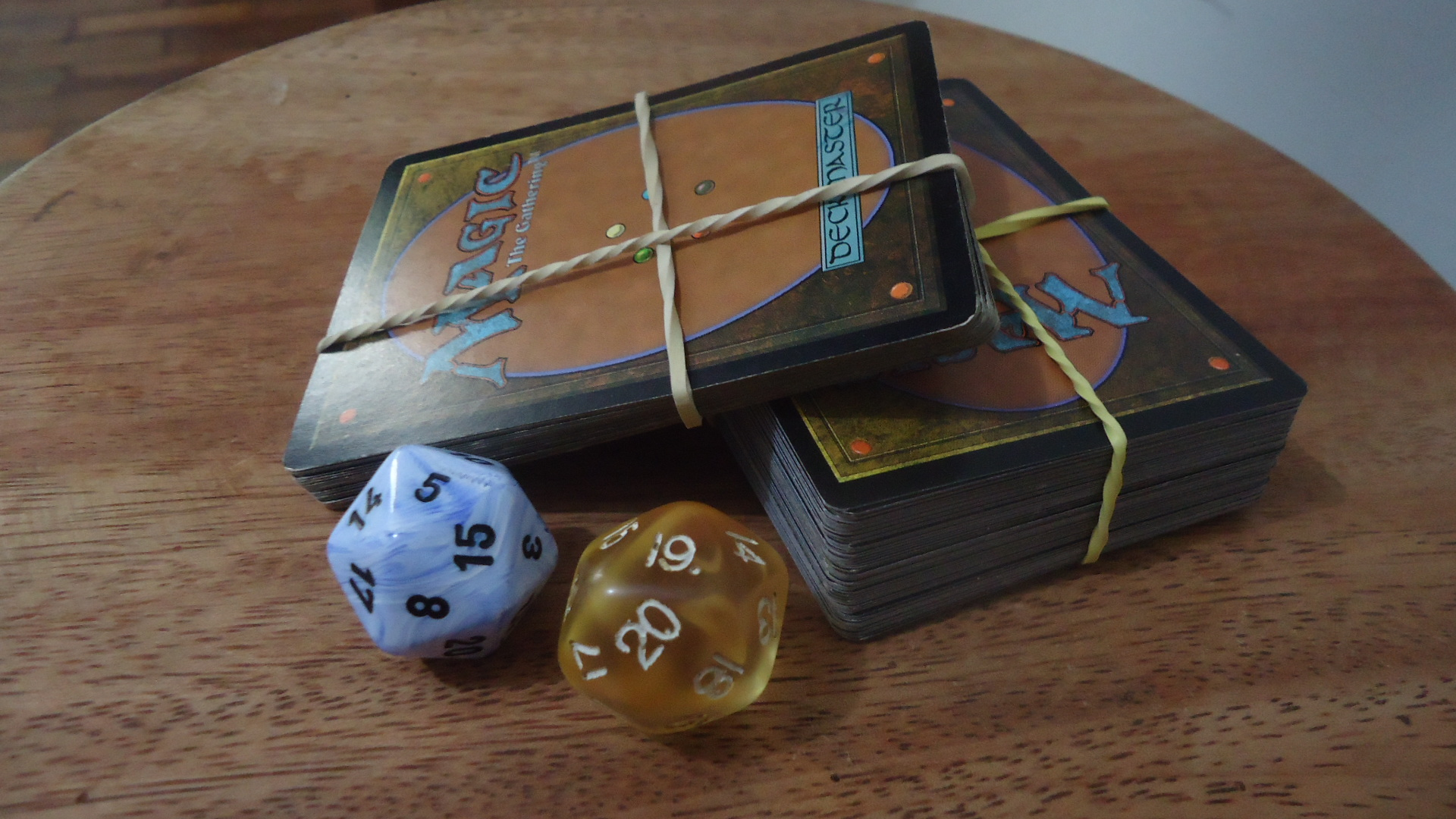
Ejemplos de barajas de Magic: The Gathering.

El primer juego que presentó conceptos de colección de cartas fue The Base Ball Card Game, creado por la empresa estadounidense The Allegheny Card Co. y registrado el 4 de abril de 1904. Desde principios del siglo XX, en el mercado estadounidense era común vender figuritas de jugadores de béisbol, pero estas tenían fines de colección, no de juego.
El concepto de «juego de cartas coleccionables» (JCC) propiamente dicho, nace en 1993 con Magic: The Gathering, juego creado por Richard Garfield, aunque anteriormente existía ya un tipo de juego de cartas denominado actualmente juego de baraja de colección (JBC) que presentaba reglas más simples y una menor complejidad en comparación al JCC, jugándose a partir de una baraja con cartas predefinidas y en el que cada carta traía generalmente una imagen con un tema específico según el tipo de baraja y juego. 
Richard Garfield, profesor de matemáticas, va más allá del concepto que tenía el juego de baraja de colección clásica y desarrolla el actual concepto de JCC después de ser planteado y desarrollado en una conversación sobre póquer, en la que Garfield planteaba cómo sería el juego si las barajas, en lugar de tener 54 cartas predefinidas, pudieran construirse libremente. La respuesta evidente es que siempre se meterían ases y el juego no tendría sentido; no obstante, Garfield tenía una visión muy distinta de los juegos de cartas, logrando así diseñar el concepto básico de todos los JCC y crear su propio juego.

## Características del juego de cartas coleccionables
La principal característica de un juego de cartas coleccionables (JCC) consiste en que cada carta lleva escrita tanto su función en el juego como sus efectos y características, a diferencia de los juegos de naipes tradicionales, que se diferencian únicamente en el palo y la numeración. Los JCC usan unas reglas que definen el desarrollo de la partida y las condiciones de victoria pero son las cartas las que definen su propia función.
El juego Magic, de la empresa Wizards Of The Coast, difundió este concepto, imitado en cientos de juegos distintos, cada cual con sus propias reglas y características, dando lugar a un segmento del ocio que desde 1993 no ha parado de crecer con millones de aficionados en todo el globo, y con un amplio programa de torneos y eventos que abarcan desde pequeños torneos locales a un circuito profesional con grandes premios en metálico. Posteriormente producto del éxito de esta empresa aparecerían otras empresas con nuevos juegos de cartas coleccionables, ampliándose así el número de juegos de cartas coleccionables.
La otra característica que le da nombre y las diferencia de los naipes tradicionales es que son coleccionables. Así, las cartas se dividen en frecuencias, habitualmente: Común, Infrecuente y Rara, siendo de menos a más la dificultad de conseguir. Dichas cartas se adquieren en sobres sellados cuyo contenido es aleatorio, con lo que no se sabe exactamente que se obtiene en cada sobre. Adicionalmente existe un mercado secundario de coleccionismo, donde las cartas adquieren su valor por su frecuencia, antigüedad, estado y sobre todo calidad y efectividad en partidas, obedeciendo a conceptos de oferta y demanda.
Otras características de los JCCs son las siguientes:
- Constante renovación: cada cierto tiempo, habitualmente 2 a 4 meses, una nueva colección con cientos de cartas sale al mercado, aportando nuevas estrategias y cambiando los mazos de juego actuales, haciendo que el jugador se esfuerce por adaptar su mazo a las nuevas cartas disponibles y los entornos de juego que generan.

- Juego organizado: existen diversas reglas que regulan la validez de los juegos. Su complejidad puede llegar a ser muy elevada, existiendo jueces que solucionan conflictos en las partidas. En el caso de Magic, un organismo internacional, la DCI, lleva un ranking global de jugadores con los puntos que obtienen en los torneos que disputan, logrando puntuar y clasificarse para eventos de superior categoría donde se reparten grandes cantidades de dinero. El jugador de Magic que más dinero ha ganado hasta la fecha es el alemán Kai Budde, con 325.000$ desde 1998.

## Colecciones

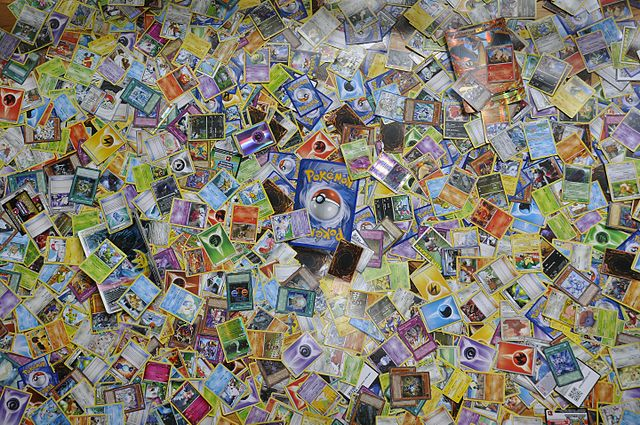
Colección de carta de Pokémon y Yu-Gi-Oh!

### Originales
- Magic: el encuentro: en inglés Magic: The Gathering.
- Match4app, aplicación para celulares que reedita en forma digital los juegos de cartas de la década del 80, "Tope y Quartet" y "Match 4".
- La Leyenda de los Cinco Anillos (Legend of the Five Rings) basado en el universo de La Leyenda de los Cinco Anillos.
- Warlords of Terra: juego español creado por M2R Games y ambientado en fantasía épica, contiene un tablero por el cual deben moverse las tropas para entablar batalla.[3]
- 7th Sea: por Alderac Entertainment Group.
- Mitos y leyendas: juego de cartas coleccionables chileno basado en mitologías universales.[4]
- Cazaurio: juego chileno de cacería de dinosaurios desarrollado por la extinta empresa Salo S. A..
- ArKna: juego chileno en donde asumes el rol del general de un ejército en un mundo de fantasía épica.[5]
- Hecatomb: juego creado por Wizards of the Coast basado en un futuro oscuro destruido por el Apocalipsis.
- Humankind:  juego de cartas chileno, ambientado a inicios del siglo XXI en el que 4 facciones están inmersas en un conflicto mundial oculto a ojos de la humanidad.[6][7]
- Inferno: JCC Comercial Argentino basado en el mundo después del Apocalipsis.
- FNX : Fénix, juego chileno basado en la mitología griega. Hizo su aparición en 2011.[8]
- Cardfight!! Vanguard : basado en el anime "Vanguardia en duelo" el lanzamiento de más nuevo respecto a juego de cartas.
- Draconian Wars: juego de cartas de la española Kardfy Studios. Es un juego de batallas abientado en la ficticia Hyperborea, un continente dominado por los Draconianos.[9]
- Vortium: juego de ciencia ficción alienígena desarrollado por la empresa argentina Domo Sur SRL.[10]
- Hexalinks: Juego de cartas chileno, basado en la temática de 5 razas Vampiros, Momias, Kaiju, Hadas y Humanos luchando por obtener fragmentos de hexalinks (energía).
- Indommus: Reyes Destronados: Juego de cartas JCC argentino de fantasía medieval.
- Enadrya: JCC Argentino basado en una guerra de 3 razas por un planeta, primero en contar con un tablero en el cual la posición de las cartas es importante y por el cual las mismas pueden moverse.
- Weed Monsters: El primer juego de cartas cannábico del mundo, originario de Argentina, con mecánicas similares a los principales JCC.[11]
- Atrum Arena: El primer JCC de Uruguay, donde unos seres llamados Reptantes (antiguos guerreros caídos) se encuentran en un "limbo", el Atrum y luchan entre ellos para revivir[12]
- Lairen: La Historia: JCC originario de Argentina ambientado en una guerra civil de fantasía medieval[13]

### Basadas en otros productos
- El Señor de los Anillos (TCG) : Existen dos juegos distintos, aunque uno ya no se fabrica. Basadas en el libro y la película del mismo nombre.
- Guerra de Mitos: Basada en las mitologías clásicas.
- History of War: Basada en la Segunda Guerra Mundial.
- Harry Potter (TCG): Basada en la saga de libros y películas del mismo nombre. Por Wizards of the Coast con permiso de Warner Bros.
- WWE Raw Deal: Basado en la acción de la lucha libre de la World Wrestling Entertainment.
- Dragon Ball: Basado en el Manga creado por Akira Toriyama
- Yu-Gi-Oh! : Basado en el juego de cartas del manga homónimo.
- La Llamada de Cthulhu: Basado en múltiples relatos ideados por H.P Lovecraft.
- Pokémon: Basada en el videojuego del mismo nombre.
- One Piece Card Game: Basado en el manga del mismo nombre.
- Star Wars: Extenso juego creado por Decipher (Actualmente no se fabrica).
- Stargate: Basada en la serie de televisión del mismo nombre.
- Vampire: The Eternal Struggle: Basado en el juego de rol de Vampiro: La Mascarada.
- VS System: Basado en personajes de cómics estadounidenses, por el momento de Marvel y DC.
- WarCry: Por Sabertooth Games. Basada en el mundo de Warhammer Fantasy.
- Warhammer 40.000: Por Sabertooth Games. Basada en el mundo de Warhammer 40.000.[14]
- Duel Masters: Basado en el anime del mismo nombre.
- A Game of Thrones: Basado en la novela de George R. R. Martin.
- World of Warcraft Trading Card Game: Basado en el videojuego World of Warcraft
- Sailor Moon: Basado en el anime del mismo nombre.
- Digimon: Basado en el anime del mismo nombre.
- Dino Rey: basado en el anime del mismo nombre.
- Bleach: Basado en el anime Bleach.
- Zatch Bell!: Basado en el anime del mismo nombre.
- Relick : JCC basado en el manga del mismo nombre.